# 장기초등학교 모포분교
장기초등학교 모포분교는 대한민국 경상북도 포항시에 있는 공립 초등학교이다.

## 학교 연혁
- 1966년 7월 21일: 개교

## 참고 자료
- 장기초등학교모포분교장 - 한국교육학술정보원 학교알리미